# MB (バイヤー)
MB（エムビー）は、日本のバイヤー、実業家、ブロガー、作家、YouTuber。

## 概要
新潟第一高等学校、新潟大学卒業。
アパレルスタッフから店長、バイヤーなどを経て、現在はプロバイヤーや企業コンサルの傍ら、ブログやオンラインサロン、各SNS、週刊SPA!での連載で自身のファッション観などを発信。2020年4月から2022年12月まで、冠番組「MBの俺のドラ1」をロンドンブーツ1号2号の田村亮とともに放送。メールマガジン【最も早くオシャレになる方法】は2016年に『まぐまぐ！』大賞受賞。2018年には2位を受賞。DMMオンラインサロン 「MBラボ」の運営、オリジナルアイテム「MBアイテム」の販売を行う。

## ファッションロジック
「ドレスとカジュアルのバランスは7:3の大原則で誰でも簡単におしゃれになれる（マルチ商法の会員に多く見られる）」

## 出演
- MBの俺のドラ1（2020年4月22日-2022年12月、BS12） - 2020年度は毎週水曜6:30 - 7:00、2021年度は毎週土曜17:30 - 18:00[4]
- why not?〜私たちの働き方〜（-2022年3月、BS12）
- らじるラボ（-2022年10月、NHKラジオ）-木曜10時台・第5木曜・どうしたの?木曜相談室
- ジェーン・スー 生活は踊る（TBSラジオ） - 『スーさん、コレいいよ』月一レギュラー（第1週水曜日）

## 書籍

### 著書
- 1分でおしゃれ（ポプラ社）（2023年2月発行、ISBN 978-4591173244）
- MBの偏愛ブランド図鑑（扶桑社）（2022年1月発行、ISBN 978-4594089962）
- 最速でおしゃれに見せる方法 <実践編>（扶桑社）（2019年11月発行、ISBN 978-4594614744）
- もっと幸せに働こう 持たざる者に贈る新しい仕事術（集英社）（2019年9月発行、ISBN 978-4087880212）
- メンズファッションバイヤーMBが教えるビジネスコーデベスト100（ポプラ社）（2019年3月発行、ISBN 978-4591162118）
- 世界一簡単なスーツ選びの法則（ポプラ社）（2018年5月発行、ISBN 978-4591158968）
- 幸服論――人生は服で簡単に変えられる（扶桑社）（2018年4月発行、ISBN 978-4594079413）
- もう洋服で悩まない! 服を着るならこんなふうに 実践編（KADOKAWA）（2020年3月発行、ISBN 978-4040658346）
- Men'sファッションバイヤーが伝授 大人の服選び（宝島社）（2018年2月発行、ISBN 978-4800281272）
- ほぼユニクロで男のオシャレはうまくいく スタメン25着で着まわす毎日コーディネート塾（集英社）（2017年2月発行、ISBN 978-4087816181）
- メンズファッションの解剖図鑑（エクスナレッジ）（2016年12月発行、ISBN 978-4767822389）
- Men's ファッションバイヤーが教える 「普通の服」でおしゃれに見せる方法（宝島社）（2016年10月発行、ISBN 978-4800260895）
- Men'sファッションバイヤーが教える 「おしゃれの法則」（宝島社）（2015年10月発行、ISBN 978-4800247520）
- 最速でおしゃれに見せる方法（扶桑社）（2015年9月発行、ISBN 978-4594073367）

### 監修

#### 漫画
- 服を着るならこんなふうに（KADOKAWA）（2015年 - 続刊中 、既刊15巻）
- まんがでわかる 「もっと幸せに働こう」 最速でインフルエンサーになる方法（集英社）（2021年7月発行、全1巻　ISBN 978-4087880649）
- 服を着るならこんなふうに for ladies′（KADOKAWA）（2020年5月発行、全1巻　ISBN 978-4041091074）
- トラとハチドリ（KADOKAWA）（2018年 - 2020年 、全4巻）

#### ライトノベル
- 魔王は服の着方がわからない（富士見ファンタジア文庫）（2017年 - 続刊中 、既刊2巻）

## 連載
- WEB　日刊SPA!
- WEB　MONOQLO  by 360LiFE
- 雑誌　週間SPA！
- 雑誌　MONOQLO「ファッション誌はいりません。」